# Suor Maggie
Margaret "Maggie" Grace-Murdock, più nota come Suor Maggie (Sister Maggie), è un personaggio dei fumetti statunitensi, creato da Frank Miller (testi) e David Mazzucchelli (disegni) pubblicato dalla Marvel Comics. La sua prima apparizione avviene in Daredevil n. 229 (aprile 1986).
Madre di Matt Murdock fattasi suora dopo aver abbandonato la famiglia, pur non prendendovi direttamente parte per rimanere fedele alla sua vocazione, Maggie è sempre rimasta molto vicina alla vita del figlio.

## Biografia del personaggio

### Origini
Nata nel quartiere di New York noto come Hell's Kitchen (in inglese: "cucina dell'inferno"), poco più che adolescente Maggie Grace conosce e sposa il boxer professionista "Battlin' Jack" Murdock da cui ha un figlio: Matt; in seguito tuttavia, a causa di una violenta depressione post-partum, Maggie tenta di assassinare il bambino, motivo per cui, una volta rinsavita, vergognandosi delle sue azioni, abbandona la famiglia e si fa suora pur continuando a seguire l'andamento della vita di Matt da dietro le quinte.

### Devil: Rinascita
Dopo che Kingpin scopre la vera identità di Devil e decide di colpire direttamente Matt Murdock bloccandogli il conto in banca, facendolo radiare dall'albo degli avvocati, dando fuoco al suo appartamento, ordinando di uccidere chiunque lo conoscesse e riducendolo a vivere come un senzatetto per le fredde strade di Hell's Kitchen, Maggie lo soccorre ospitandolo nel suo convento ed aiutandolo a reagire e risollevarsi; durante tale periodo, Matt si rende conto che la suora è sua madre e, nonostante essa continui a negarlo, i due riallacciano i rapporti riavvicinandosi tanto che Maggie assume un ruolo di confidente per il vigilante cieco.

### Diavolo Custode
Nel momento in cui Devil, a causa delle macchinazioni di Mysterio, si trova ad accudire una bambina orfana convincendosi che sia la reincarnazione di Cristo e difendendola da coloro che invece la ritengono l'Anticristo, Maggie lo assiste nuovamente confermando di essere sua madre e accettando di tenere al sicuro la piccola nascondendola in chiesa ma, nel momento in cui Bullseye si presenta sul luogo, Maggie, pur venendo ferita, non si lascia intimorire dalle minacce del criminale che, tuttavia, riesce infine a rapire la neonata provocando la morte di Karen Page, al cui funerale la suora prende successivamente parte.

## Altri media

### Cinema
- Nel Director's Cut del film del 2003 Daredevil Suor Maggie, interpretata da Vivian Palermo Winther, compare in un breve cameo dove visita Matt in ospedale a seguito dell'incidente che lo ha accecato.

### Televisione
- Nelle serie televisive del Marvel Cinematic Universe, Maggie viene nominata diverse volte:
  - Nell'episodio Un improbabile alleato di Daredevil, Jack Murdock la chiama e le lascia un messaggio in segreteria, in cui le chiede di accudire Matt. Nell'episodio Stick, Stick chiede a una suora se la madre di Matt sia viva.
  - Nella miniserie televisiva The Defenders, Maggie viene nominata nella scena finale dell'ultimo episodio, in cui viene mandata a chiamare da una suora dopo che Matt si risveglia moribondo. Joanne Whalley darà il volto al personaggio nella terza stagione della serie televisiva Daredevil.[15]